# Языджи, Тахсин
Хасан Тахсин Языджи (тур. Tahsin Yazıcı) (1892, Манастыр, Османская империя — 11 февраля 1970, Анкара, Турция) — генерал-майор турецкой армии, политик.

## Биография
Тахсин Языджи родился в 1892 году в Манастыре. 1 ноября 1909 года поступил в Османскую военную академию. 1 марта 1912 года окончил её в звании второго лейтенанта. Участник Первой мировой войны. 1 марта 1916 года получил звание лейтенанта. Участвовал в войне за независимость Турции. 10 октября 1920 года ему было присвоено звание капитан. В 1925 году участвовал в подавлении восстания шейха Саида. В 1931 году был направлен во Францию изучать кавалерийское дело. После возвращения на родину в 1927 году стал преподавателем в кавалерийской школе. В 1929 году женился на Незахат Ханым (1904—1996). 30 августа 1931 года получил звание майора. В 1935 году был назначен командиром первого турецкого танкового батальона. С 1937 года он опять преподавал в кавалерийском училище. 30 августа 1938 года получил звание подполковника, а 30 августа 1943 года — полковника.
В 1949 году получил звание бригадного генерала.
Во время Корейской войны командовал турецкой бригадой, воевавшей в составе сил ООН. В битве при Вавоне его бригада, оказавшись на переднем крае обороны, приняла на себя главный удар китайцев, и впоследствии разгромила их, тем самым, спася американцев.
В 1952 году ушёл в отставку. С 1954 года был членом турецкого парламента. После военного переворота 27 мая 1960 года он попал в тюрьму и провёл там 5 лет.